# Río Eresma
Río Eresma är ett vattendrag i Spanien. Det ligger i den centrala delen av landet, 140 km nordväst om huvudstaden Madrid.